# Леметр де Саси, Луи-Исаак
Луи-Исаак Леметр де Саси — французский богослов и гуманист, янсенистский священник из Пор-Рояля. Автор перевода Библии на французский язык.
Луи-Исаак родился в Париже, в семье гугенота Исаака ле Метра фр. Isaac Le Maistr (ум. 1640) и его жены Катерины Арно, одной из сестёр настоятельницы Пор-Рояля Анжелики Арно. После того, как его старшие братья Антуан (1608—1658) и Симон приняли решение завершить свои карьеры и переселиться в Пор-Рояль, Луи-Исаак последовал за ними, чтобы продолжить своё образование. В 1650 году он опубликовал имевший большой успех сборник молитв фр. Heures de Port-Royal, в котором он под псевдонимом J. Dumont перевёл литургические гимны. В 1662 году, тоже под псевдонимом, он издал перевод «О подражании Христу» Фомы Кемпийского.
После смерти своего брата Антуана в 1658 году, Луи-Исаак продолжил его работу над переводом Нового Завета совместно со своими друзьями из Пор-Рояля — Блезом Паскалем, Робером Арно д'Андийи, Пьером Николем, Пьером дю Фоссе и другими. Результатом их работы стало издание в Монсе «Нового Завета из Монса» (фр. Nouveau Testament de Mon).
После того, как янсенисты подверглись преследованиям, Луи-Исаак 13 мая 1666 года был заключён в Бастилию, где оставался до 14 ноября 1668 года. В качестве развлечения, в заточении он продолжил работу, начатую его братом Антуаном, над переводом Ветхого Завета Вульгаты. Результатом стал перевод, известный как «Пор-Рояльская Библия» или «Библия де Саси». После освобождения Леметр посвятил значительную часть своего времени усовершенствованию перевода и работе над комментариями, которыми он хотел снабдить каждую книгу Библии. С 1672 по 1684 год Леметр опубликовал 10 книг комментариев к Библии. После его смерти, используя оставшиеся после Леметра рукописи, его друг Пьер дю Фоссе (1634—1698) продолжил этот труд, и к 1696 году вышло 32 тома издания Ветхого и Нового Заветов (фр. La Sainte Bible contenant l'Ancien et le Nouveau Testament).
Этот перевод стал первым, доступным широкой публике, не знающей латыни.

## Труды
- Isaac Louis Le Maistre de Sacy. L'histoire de la sainte bible, avec des explications édifiantes tirées des Saints Pères pour regler les moeurs dans toute sorte de conditions. — De Dobbeleer, 1673.